# Bagnówka
Bagnówka – osiedle oraz część miasta Białystok w Polsce, w województwie podlaskim, w powiecie Białystok. Położona na wschodnich rubieżach miasta. Graniczy z osiedlami Wygoda, Jaroszówką oraz ze wsią Sowlany.

## Historia
Historyczna wieś rozpościera się wzdłuż ulicy Jana Krzysztofa Kluka. Na wschód od niej znajduje się osiedle domków jednorodzinnych i bloków.
Dawniej samodzielna wieś. Do 1954 roku w gminie Dojlidy, następnie 1954–1971 w gromadzie Grabówka, a w 1972 roku w gromadzie Zaścianki.
1 stycznia 1973 roku włączona do Białegostoku, do 2004 roku oddzielne osiedle. W latach 2004–2020 administracyjnie przyporządkowana do osiedli Wygoda i Jaroszówka.
25 stycznia 2021 roku została podjęta uchwała Rady Miasta o utworzeniu nowego osiedle Bagnówka. Zmiana weszła w życie w dniu 16 lutego 2021 roku.

## Opis granic osiedla
Ulicą Seweryna Nowakowskiego do ulicy płk Michała Ostrowskiego, ulicą płk Michała Ostrowskiego do ulicy Franciszka Malinowskiego, ulicą Franciszka Malinowskiego do ulicy Jakuba Szapiro, ulicą Jakuba Szapiro do ulicy Jana Krzysztofa Kluka, ulicą Jana Krzysztofa Kluka do ulicy Bagnówka-kolonia, ulicą Bagnówka-kolonia do granic administracyjnych miasta, granicą administracyjną miasta do ulicy 42 Pułku Piechoty, ulicą 42 Pułku Piechoty do wysokości wschodniej granicy działki 437/1 położonej w obrębie ewidencyjnym 16 – Wygoda, wschodnią, a następnie północną granicą działki 437/1 do działki 357/30, wschodnią granicą działki 357/30 przez ulicę Wojciecha Bogusławskiego do południowej granicy działki 358, południową, a następnie wschodnią granicą działki 358 do wysokości ulicy Jana Krzysztofa Kluka, przedłużeniem ulicy Jana Krzysztofa Kluka do przedłużenia ulicy Seweryna Nowakowskiego, przedłużeniem ulicy Seweryna Nowakowskiego do ulicy Seweryna Nowakowskiego.

## Ulice i place znajdujące się w granicach osiedla
42 Pułku Piechoty – nieparzyste od 119 do końca, Afrodyty, Bagnówka-Kolonia – nieparzyste, Baczyńskiego Kamila Krzysztofa, Białkowskiego Karola, Bogusławskiego Wojciecha – nieparzyste od 41 i parzyste od 72, Kantora Tadeusza, Kluka Jana Krzysztofa nieparzyste do 73 i parzyste, Kosińskiego Konstantego, Kossak Simony, Makuszyńskiego Kornela, Malinowskiego Franciszka – nieparzyste do nr 9 i parzyste, Marcinkiewicza Józefa, Mościckiego Ignacego, Nowakowskiego Seweryna – parzyste, płk Ostrowskiego Michała – parzyste, nieparzyste od ulicy Franciszka Malinowskiego w kierunku wschodniej granicy miasta, Puchalskiego Józefa Karola, Prus Łucji, Rećki Zbigniewa, Szapiro Jakuba – parzyste od ulicy Franciszka Malinowskiego w kierunku wschodniej granicy miasta (brak budynków), Szymańskiego Bolesława, Torańskiej Teresy, Wołkowa Wiktora.